# Mas de la Devesa (Ultramort)
El Mas de la Devesa és una obra d'Ultramort (Baix Empordà) inclosa a l'Inventari del Patrimoni Arquitectònic de Catalunya.

## Descripció
Situat a un extrem del carrer Major, és un edifici de planta rectangular, de planta i pis, amb teulada a dues vessants. La façana principal, on hi ha inscripcions dels segles xvi i xvii, presenta porta d'accés d'arc de mig punt, adovellada; és remarcable a la part superior una finestra de tipologia gòtica amb decoració d'arabesc.